# Heminothrus bicarinatus
Heminothrus bicarinatus är en kvalsterart som först beskrevs av Arthur P. Jacot 1938.  Heminothrus bicarinatus ingår i släktet Heminothrus och familjen Camisiidae. Inga underarter finns listade i Catalogue of Life.